# Instituciones financieras internacionales

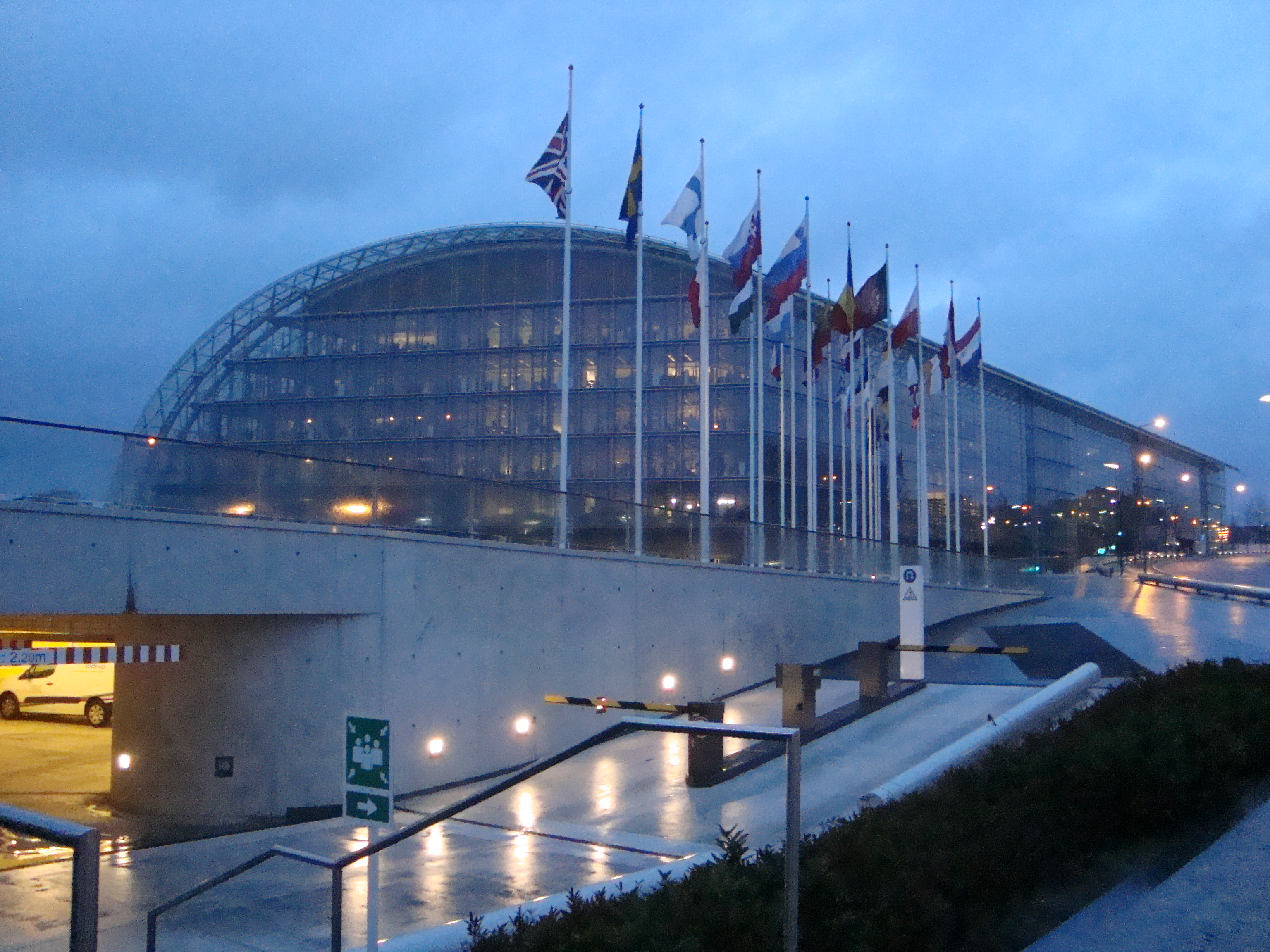
Sede en Luxemburgo del Banco Europeo de Inversiones, la IFI con el mayor volumen de activos en 2013

Una institución financiera internacional (IFI) es una institución financiera establecida (o fundada) por más de un país, y que por ello está sujeta al Derecho internacional. Sus dueños o accionistas son generalmente gobiernos nacionales, aunque otras instituciones internacionales y otras organizaciones ocasionalmente puedan también ser accionistas. Las IFI más prominentes son creaciones de múltiples naciones, a pesar de que existen algunas instituciones financieras bilaterales (creadas por 2 países) que, técnicamente, también son IFI. Las IFI más conocidas se fundaron tras la Segunda Guerra Mundial con los fines de ayudar a la reconstrucción de Europa y proporcionar mecanismos para la cooperación internacional en la gestión del sistema financiero mundial.
La mayor IFI hoy día es el Banco Europeo de Inversiones, (BEI) con unos activos de 512 millardos de euros (€) en 2013. Compárese con los 2 componentes del Banco Mundial, el Banco Internacional de Reconstrucción y Fomento (BIRF, con activos de 358 millardos de dólares norteamericanos, $, en 2014) y la Asociación Internacional de Fomento (AIF, con activos de 183 millardos de $ en 2014). Por comparación, los mayores bancos comerciales tienen activos entre 2 y 3 billones de $, entre 4 y 6 veces más que el BEI.

## Tipos

### Bancos multilaterales de desarrollo
Un banco multilateral de desarrollo (MDB por sus siglas en inglés) es una institución financiera, creada por un grupo de países, que proporciona financiación y asesoría técnica con el objetivo de fomentar el desarrollo. Los MDB tienen un gran número de miembros, que incluyen tanto países desarrollados (donantes) y países en desarrollo (prestatarios). Los MDB financian proyectos con préstamos a largo plazo en condiciones de mercado (conocidos en inglés como loans), con préstamos a muy largo plazo en condiciones más favorables que las del mercado (conocidos en inglés como credits) y con donaciones.
Los siguientes bancos son considerados los principales MDB:
- Banco Mundial
- Fondo Internacional de Desarrollo Agrícola (FIDA)
- Banco Europeo de Inversiones (BEI)
- Banco Islámico de Desarrollo (IsDB)
- Banco Asiático de Desarrollo (ADB)
- Banco Europeo de Reconstrucción y Desarrollo (BERD)
- CAF-Banco de Desarrollo de América Latina (CAF)
- Grupo Banco Interamericano de Desarrollo (BID)
- Banco Africano de Desarrollo (AfDB)
- Banco Asiático de Inversión en Infraestructura (AIIB)

### Bancos centrales de uniones monetarias o asociaciones de bancos centrales
- Banco Central de los Estados de África Occidental: banco central de los 8 países africanos que han adoptado como moneda el franco CFA.
- Banco de los Estados de África Central: emite el franco CFA y aplica la política monetaria común de otros 6 países africanos.
- Banco Central del Caribe Oriental: emite el dólar del Caribe oriental y es la autoridad monetaria de 6 países caribeños.
- Banco Central Europeo (BCE): el banco central de los 18 países de la Unión Europea que han adoptado el euro como moneda.

Existen otras uniones monetarias, formales o informales, pero sin un banco central internacional.
- Asociación Africana de Bancos Centrales
- Centro de Bancos Centrales del Sudeste Asiático (SEACEN por sus siglas en inglés)

### Otras instituciones financieras internacionales
- Banco de Pagos Internacionales: fomenta la cooperación financiera y monetaria internacional y sirve de banco para los bancos centrales.[4]
- Consejo de Estabilidad Financiera: persigue la eficacia y estabilidad del sistema financiero internacional.
- Fondo Latinoamericano de Reservas:  apoya la balanza de pagos y la armonización de las políticas cambiarias, financieras y monetarias de sus 8 países miembros.
- Fondo Monetario Árabe: pretende corregir y equilibrar los pagos entre sus Estados miembros, levantar las restricciones de pagos entre ellos, fomentar el desarrollo de los mercados financieros árabes y facilitar el comercio entre los países de la Liga Árabe.
- Fondo Monetario Internacional: se propone «fomentar la cooperación monetaria internacional; facilitar la expansión y el crecimiento equilibrado del comercio internacional; fomentar la estabilidad cambiaria; contribuir a establecer un sistema multilateral de pagos para las transacciones corrientes entre los países miembros y eliminar las restricciones cambiarias que dificulten la expansión del comercio mundial; infundir confianza a los países miembros poniendo a su disposición temporalmente y con las garantías adecuadas los recursos del Fondo, dándoles así oportunidad de que corrijan los desequilibrios de sus balanzas de pagos sin recurrir a medidas perniciosas para la prosperidad nacional o internacional, para acortar la duración y aminorar el desequilibrio de sus balanzas de pagos».[5]